# Mocho-galego

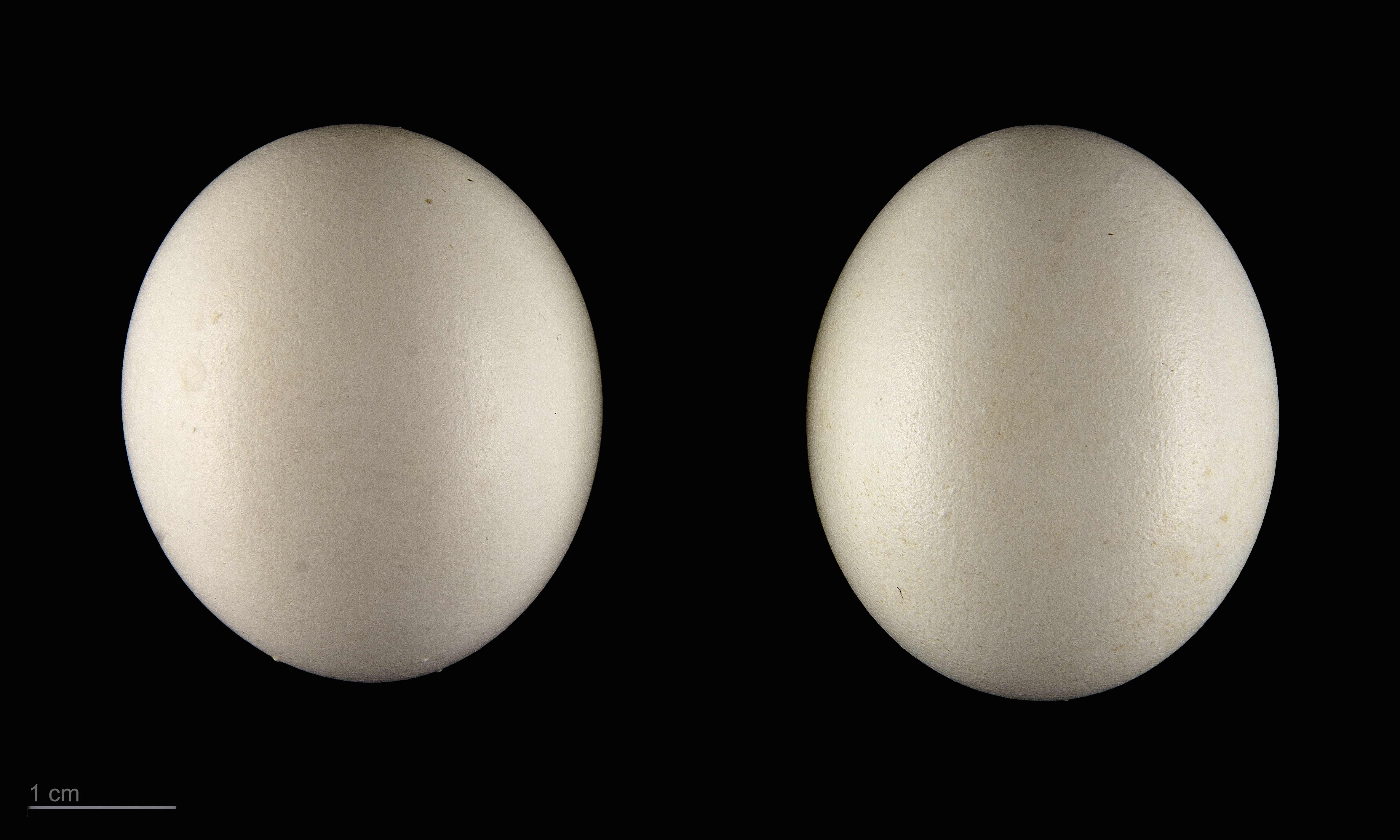
Athene noctua vidalii

O mocho-galego ou chio (Athene noctua) é uma espécie de ave estrigiforme pertencente à família Strigidae.
Ao género Athene pertence outra espécie, Athene brama, sendo que recentemente duas outras espécies deixaram de pertencer a este género.
É um animal de hábitos marcadamente noturnos, embora, quando as condições o permitam, seja comum observá-lo durante o dia ou crepúsculo, sendo uma das espécies de Strigiformes mais avistadas durante o dia. Encontra-se entre as espécies menores desta ordem de aves, atingindo em média 23 a 27,5 cm de comprimento, não havendo divergência entre sexos.
Distribui-se por toda a Europa, grande parte da Ásia e Norte de África. É uma espécie bastante comum na sua área de distribuição.
De carácter oportunista, na dieta deste animal estritamente carnívoro (assim como todos os restantes mochos e corujas) figuram os mais variados tipos de presa: desde invertebrados terrestres, anfíbios, répteis, outras aves, e até mesmo animais atropelados em vias rodoviárias, de entre outros.
É uma espécie sedentária, com preferência para zonas de planície e vegetação baixa, embora seja uma espécie com bastante polivalência em relação a este aspecto, sendo observada nos mais diversos tipos de habitat, incluindo zonas urbanas.
Habitualmente constrói o ninho em tocas nas árvores ou rochedos. As fêmeas depositam 3 a 5 ovos, cujas crias nascem após 28 dias de incubação.
Estão descritas 13 subespécies deste membro da família Strigidae, sendo elas:
- A. n. noctua
- A. n. bactriana
- A. n. glaux
- A. n. impasta
- A. n. indigena
- A. n. ludlowi
- A. n. orientalis
- A. n. plumipes
- A. n. saharae
- A. n. somaliensis
- A. n. spilogastra
- A. n. vidalii
- A. n. lilith

## Mitologia
Na mitologia grega a imagem do mocho-galego acompanha ou representa por vezes a deusa virgem da sabedoria Atena, ou Minerva, sua encarnação sincrética na mitologia romana. Nas moedas atenienses de quatro dracmas a ave de Atena figura gravada em uma das faces.
Devido a esta associação, a ave muitas vezes referida como a "coruja de Atena" ou "coruja de Minerva" — tem sido utilizada como um símbolo do conhecimento, sabedoria, perspicácia e erudição em todo o mundo ocidental.

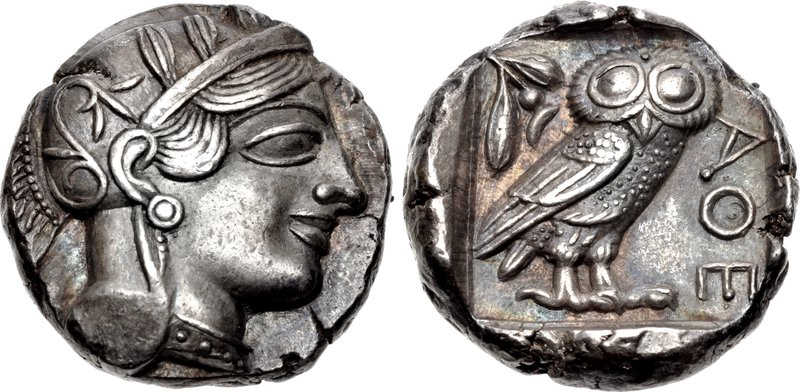
Tetradracma ateniense, século V a.C.